# Iguazu ulmeri
Iguazu ulmeri là một loài Trichoptera trong họ Hydrobiosidae. Chúng phân bố ở vùng Tân nhiệt đới.
- Tư liệu liên quan tới Iguazu ulmeri tại Wikimedia Commons